# Sandro Tonali
Sandro Tonali (Lodi, Lombardía, Italia, 8 de mayo de 2000) es un futbolista italiano que juega como centrocampista en el Newcastle United F. C. de la Premier League de Inglaterra.

## Trayectoria

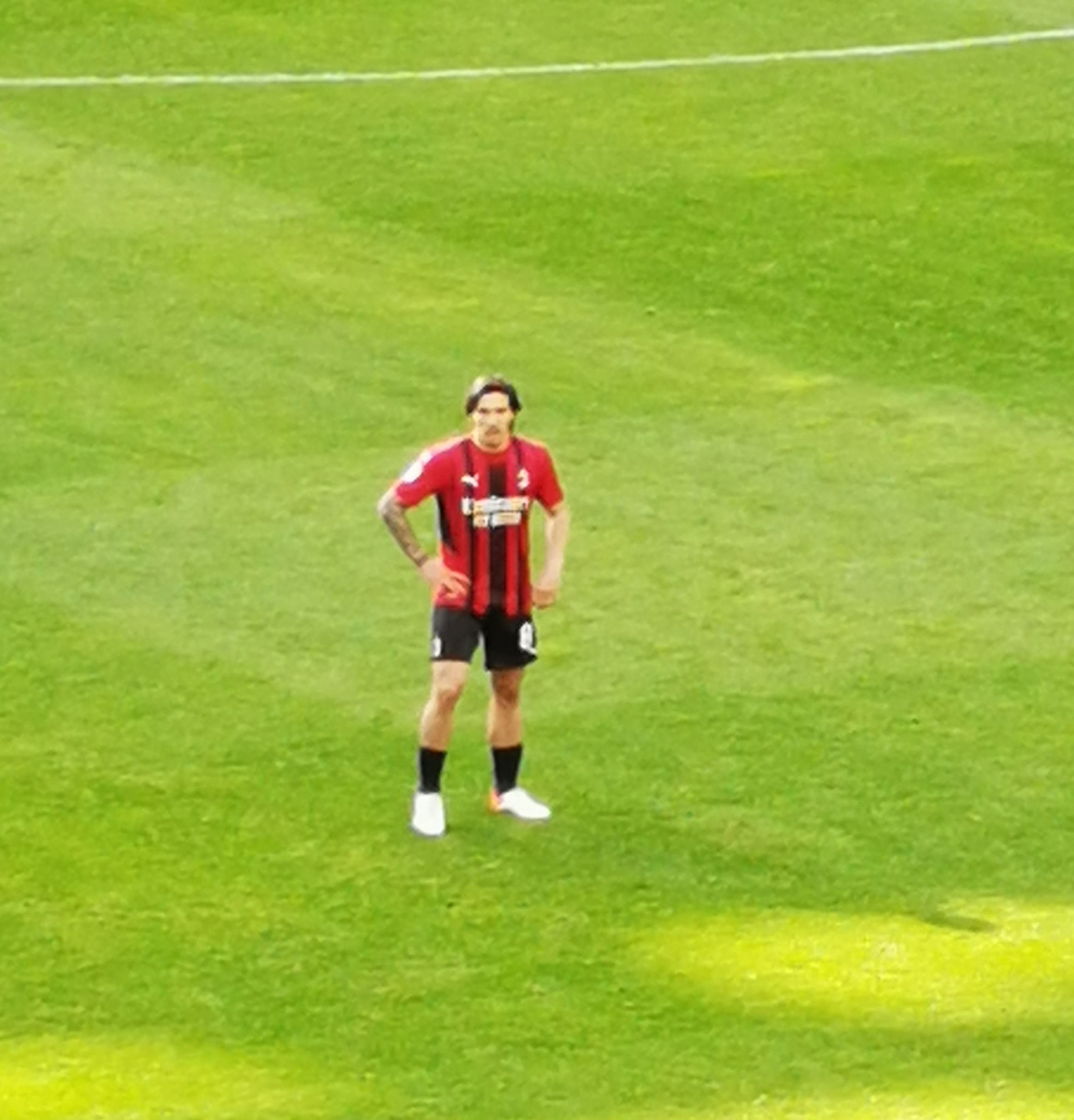
Tonali en el Milan contra el Sampdoria

### Brescia Calcio
Creció jugando en las academias del Piacenza hasta que llegó en 2012 al Brescia, con doce años de edad. Con la camiseta rondinelle fue progresando a través de las categorías juveniles hasta pasar por el Primavera y debutar con el primer equipo a la edad de 17 años,
Desde sus inicios se hizo un espacio en el equipo titular del Brescia, anotando su primer gol como profesional el 28 de abril de 2018 en la derrota por 4-2 ante Salernitana, dejando un saldo en su primera temporada regular de dos goles y dos asistencias en 19 partidos. Sus buenas actuaciones empezaron a llamar la atención alrededor del mundo y en su siguiente campaña salió campeón de la Serie B, logrando anotar 3 goles y dando 7 asistencias en 34 juegos con el Brescia.

### A. C. Milan
El 9 de septiembre de 2020 se anunció la cesión por una temporada de Sandro Tonali al A. C. Milan, equipo del cual es declarado seguidor desde pequeño, a cambio de 10 millones de euros y con opción de compra al final de la temporada 2020-21 por otros 10 millones de euros fijos, además de 15 millones de euros en variables y un derecho de cobro para el Brescia Calcio.

### Newcastle United
El 28 de agosto de 2024 vuelve a jugar tras diez meses sancionado por apostar.
El 16 de marzo de 2025 fue uno de los integrantes en la victoria 1-2 al Liverpool F. C. en la final de la Copa de la Liga que sirvió para ganar el primer título en 70 años de la historia de la entidad.

## Suspensión por apuestas
Tonali solo pudo disputar 12 partidos debido a que está involucrado en una investigación por apuestas por lo que fue suspendido por 7 meses. En mayo de 2024 fue suspendido por 2 meses más.

## Estilo de juego
Siendo catalogado como uno de los talentos más prometedores en Italia por la prensa, es considerado un regista (mediocentro organizador) y varias veces es comparado con Andrea Pirlo, quien curiosamente también inició su trayectoria en el Brescia. Sus movimientos, coordinación, cualidades técnicas, posición y estilo de juego causaron sensación en el Viejo Continente. Se caracteriza por ser un volante diestro que se mueve en la posición de centrocampista defensivo o mediocentro, así como de pivote organizador en una formación 4-3-3.

## Selección nacional
Ha sido internacional con la selección de fútbol de Italia en las categorías sub-19 y sub-21.
Participó en el Campeonato Europeo de la UEFA Sub-19 2018, disputado en Finlandia, siendo titular con su combinado nacional y saliendo subcampeón del torneo tras perder 4-3 en el tiempo extra ante Portugal. Finalizado el torneo, fue incluido en el equipo ideal.
En noviembre de 2018 fue convocado por primera vez a la selección mayor por Roberto Mancini, sin embargo no llegó a debutar.
Integró el plantel que participó en la Eurocopa Sub-21 de 2019, donde no pasaron de la fase de grupos pese a ganar dos de tres encuentros.
Once meses después de su primera convocatoria, el 15 de octubre de 2019 se produjo su debut con la absoluta en el partido de clasificación para la Eurocopa 2020 que Italia ganó por 0 a 5 ante Liechtenstein, cuando ingresó al minuto 74 en reemplazo de Federico Bernardeschi.

### Participación en Eurocopas
| Torneo                            | Sede                | Resultado        | Partidos | Goles |
| --------------------------------- | ------------------- | ---------------- | -------- | ----- |
| Campeonato Europeo Sub-19 de 2018 | Finlandia           | Subcampeón       | 5        | 0     |
| Eurocopa Sub-21 de 2019           | Italia · San Marino | Primera fase     | 2        | 0     |
| Eurocopa Sub-21 de 2021           | Hungría · Eslovenia | Cuartos de final | 1        | 0     |

## Estadísticas

### Clubes
Actualizado el 25 de mayo de 2025.
| Club                              | Div.          | Temporada     | Liga  | Liga  | Liga   | Copas nacionales | Copas nacionales | Copas nacionales | Copas internacionales | Copas internacionales | Copas internacionales | Total | Total | Total  |
| Club                              | Div.          | Temporada     | Part. | Goles | Asist. | Part.            | Goles            | Asist.           | Part.                 | Goles                 | Asist.                | Part. | Goles | Asist. |
| --------------------------------- | ------------- | ------------- | ----- | ----- | ------ | ---------------- | ---------------- | ---------------- | --------------------- | --------------------- | --------------------- | ----- | ----- | ------ |
| Brescia Calcio · Italia           | 2.ª           | 2017-18       | 19    | 2     | 2      | 0                | 0                | 0                | —                     | —                     | —                     | 19    | 2     | 2      |
| Brescia Calcio · Italia           | 2.ª           | 2018-19       | 34    | 3     | 4      | 0                | 0                | 0                | —                     | —                     | —                     | 34    | 3     | 4      |
| Brescia Calcio · Italia           | 1.ª           | 2019-20       | 35    | 1     | 7      | 1                | 0                | 0                | —                     | —                     | —                     | 36    | 1     | 7      |
| Brescia Calcio · Italia           | Total club    | Total club    | 88    | 6     | 13     | 1                | 0                | 0                | 0                     | 0                     | 0                     | 89    | 6     | 13     |
| A. C. Milan · Italia              | 1.ª           | 2020-21       | 25    | 0     | 0      | 1                | 0                | 0                | 11                    | 0                     | 0                     | 37    | 0     | 0      |
| A. C. Milan · Italia              | 1.ª           | 2021-22       | 36    | 5     | 2      | 3                | 0                | 0                | 6                     | 0                     | 0                     | 45    | 5     | 2      |
| A. C. Milan · Italia              | 1.ª           | 2022-23       | 34    | 2     | 7      | 2                | 0                | 0                | 12                    | 0                     | 2                     | 48    | 2     | 9      |
| A. C. Milan · Italia              | Total club    | Total club    | 95    | 7     | 9      | 6                | 0                | 0                | 29                    | 0                     | 2                     | 130   | 7     | 11     |
| Newcastle United F. C. Inglaterra | 1.ª           | 2023-24       | 8     | 1     | 0      | 1                | 0                | 0                | 3                     | 0                     | 0                     | 12    | 1     | 0      |
| Newcastle United F. C. Inglaterra | 1.ª           | 2024-25       | 36    | 4     | 2      | 9                | 2                | 1                | —                     | —                     | —                     | 45    | 6     | 3      |
| Newcastle United F. C. Inglaterra | Total club    | Total club    | 44    | 5     | 2      | 10               | 2                | 1                | 3                     | 0                     | 0                     | 57    | 7     | 3      |
| Total carrera                     | Total carrera | Total carrera | 227   | 18    | 24     | 17               | 2                | 1                | 32                    | 0                     | 2                     | 276   | 20    | 27     |

## Palmarés

### Títulos nacionales
| Título          | Club             | País       | Año  |
| --------------- | ---------------- | ---------- | ---- |
| Serie B         | Brescia Calcio   | Italia     | 2019 |
| Serie A         | A. C. Milan      | Italia     | 2022 |
| Copa de la Liga | Newcastle United | Inglaterra | 2025 |

### Distinciones individuales
| Distinción                                                      | Año  |
| --------------------------------------------------------------- | ---- |
| Futbolista del año en la Serie B                                | 2018 |
| Equipo ideal del Campeonato Europeo de la UEFA Sub-19           | 2018 |
| Parte de los 100 mejores jugadores del mundo según The Guardian | 2022 |